# San José Paraíso, Chapultenango
San José Paraíso är en ort i Mexiko.   Den ligger i kommunen Chapultenango och delstaten Chiapas, i den sydöstra delen av landet, 700 km öster om huvudstaden Mexico City. San José Paraíso ligger 1 469 meter över havet och antalet invånare är 106.
Terrängen runt San José Paraíso är varierad. San José Paraíso ligger uppe på en höjd. Runt San José Paraíso är det ganska tätbefolkat, med 90 invånare per kvadratkilometer. Närmaste större samhälle är Tapilula, 7,6 km sydost om San José Paraíso. I omgivningarna runt San José Paraíso växer i huvudsak städsegrön lövskog.